# Villa Regina (Neapel)

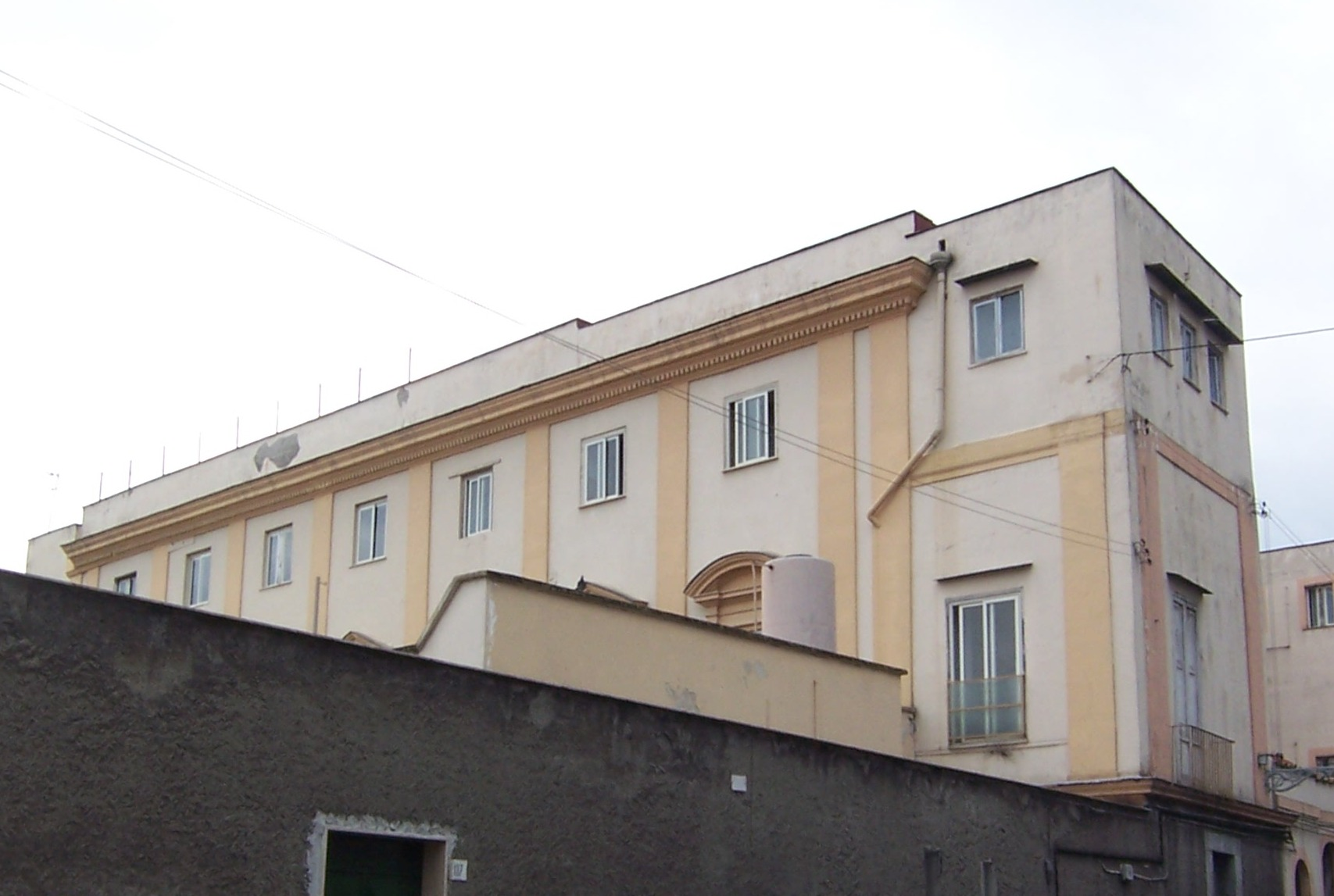
Villa Regina in Neapel

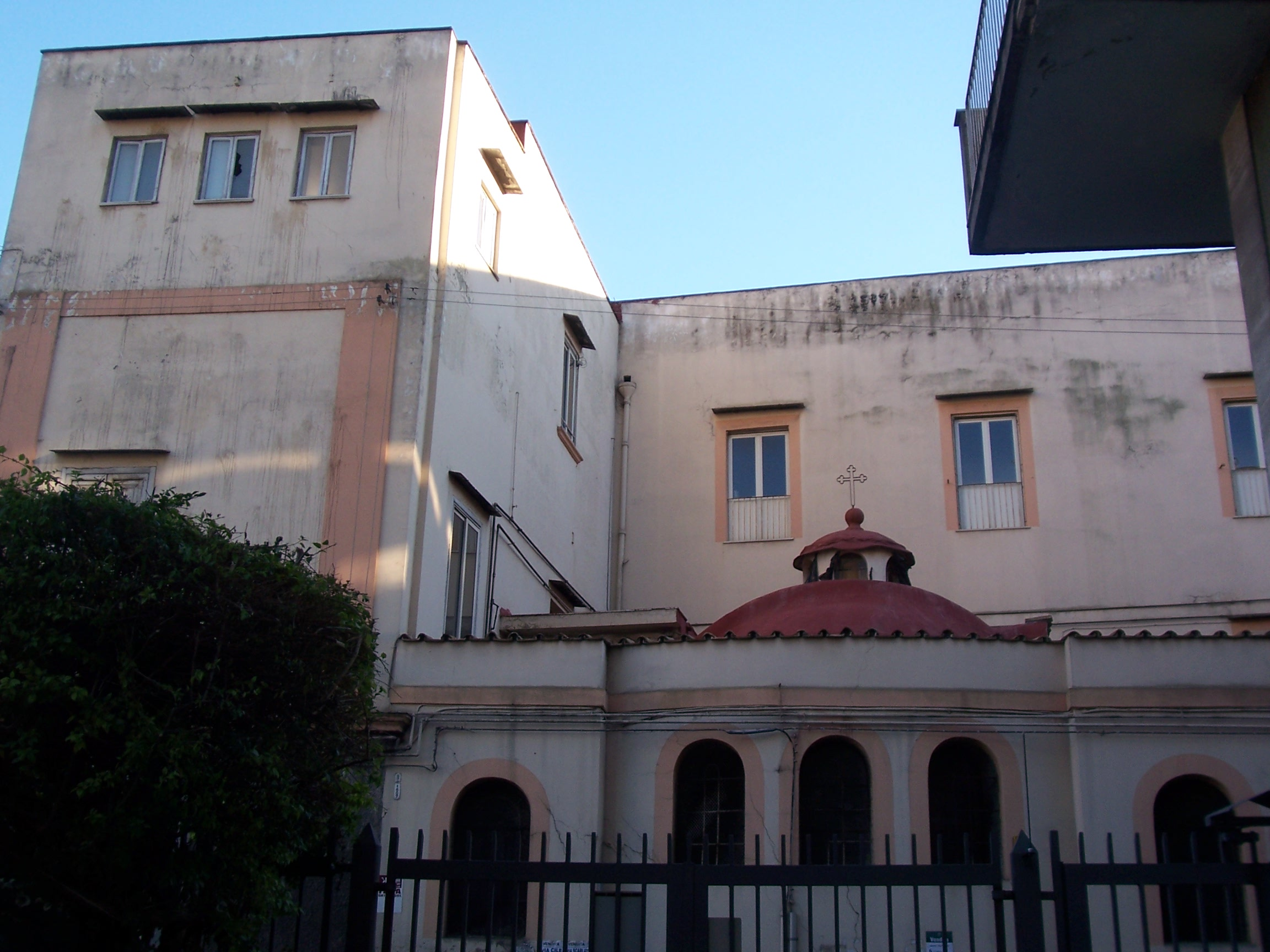
Villa Regina: Fassade mit Kapelle

Die Villa Regina ist ein Landhaus aus dem 16. Jahrhundert im Renaissancestil im Viertel Vomero von Neapel in der italienischen Region Kampanien. Sie liegt in Via Belvedere, 131.

## Geschichte
Das Landhaus wurde 1579 im Auftrag von Herzog Capece Galeota della Regina als seine Residenz auf dem Lande errichtet, in die er sich zurückzog, als er alle öffentlichen Ämter niedergelegt hatte. Eine Steintafel im Inneren der Villa bekräftigt, dass der Herzog diese Entscheidung fällte, um den Fußstapfen des Lucius Quinctius Cincinnatus zu folgen.
Das Gebäude hat einen U-Förmigen Grundriss (einen Mitteltrakt, flankiert von zwei Seitenflügeln), in dessen Zentrum eine kleine Kapelle mit einem Kreuz darauf liegt.
Anfang des 20. Jahrhunderts hinterließ der letzte Nachfahre des Herzogs, ein bourbonischer Legitimist, die Villa einer religiösen Einrichtung, die sich um Waisen kümmert. Heute beherbergt das stark verfallene Gebäude die Scuola Media Belvedere.